# Зотов Василь Петрович
Василь Петрович Зотов (нар. 17 березня 1899, село Мамоново Малоярославецького повіту Калузька губернія, тепер Малоярославецького району Калузької області, Російська Федерація — 6 лютого 1977, місто Москва) — радянський державний діяч, міністр харчової промисловості СРСР, міністр промисловості продовольчих товарів СРСР. Кандидат у члени ЦК КПРС у 1939—1952 і 1956—1971 роках. Депутат Верховної Ради СРСР 2-го, 4—7-го скликань. Герой Соціалістичної Праці (14.03.1969).

## Життєпис
Народився в родині робітника. Трудову діяльність розпочав у 1910 році учнем кондитера в булочній Чуєва в Москві, в 1913—1917 роках працював дощечником, підручним хліборіза і хліборізом в московських пекарнях Філіппова. У 1917—1918 роках працював у пекарні Московського продовольчого комітету і в пекарні Москомуни.
У 1917—1919 роках — член правління Московської спілки харчовиків.
У 1919—1921 роках служив у Червоній армії санітаром тифозного госпіталю. 
З 1922 року працював в Москві заступником директора пекарні № 2 (1922—1924 роки) і завідувачем пекарні № 4 (1924—1929 роки).
Член РКП(б) з 1925 року.
У 1929—1933 роках — завідувач виробничого відділу Відділу хлібопечення Московської спілки споживчих товариств. З 1933 року — директор Московського міського тресту хлібопечення Московської спілки споживчих товариств, в 1936—1937 роках — директор 1-го Московського державного тресту хлібопекарської промисловості. У 1936 році був відряджений в США і Францію для вивчення технології хлібопечення.
З вересня 1937 по травень 1938 року — начальник Головного управління хлібопекарської промисловості Народного комісаріату харчової промисловості СРСР.
У травні 1938 — січні 1939 року — заступник народного комісара харчової промисловості СРСР.
З 19 січня 1939 по 5 серпня 1949 року — народний комісар (з березня 1946 року — міністр) харчової промисловості СРСР. У 1942—1943 роках одночасно був заступником члена Державного Комітету Оборони СРСР Анастаса Мікояна із продовольчих питань. 5 серпня 1949 року знятий з посади з «як такий, що не виконав покладених на нього обов'язків».
У січня 1950 — березні 1953 року — директор Московської кондитерської фабрики «Красный Октябрь».
У березні — серпні 1953 року — заступник міністра внутрішньої і зовнішньої торгівлі СРСР.
З 24 серпня 1953 по 10 травня 1957 року — міністр промисловості продовольчих товарів СРСР.
З 10 травня 1957 по 7 грудня 1962 року — заступник голови Державного планового комітету Ради міністрів СРСР — міністр СРСР. У грудні 1962 — січні 1963 року — міністр СРСР. 
У січні 1963 — вересні 1964 року — начальник Управління харчової промисловості Ради народного господарства СРСР — міністр СРСР. У вересні 1964 — 2 жовтня 1965 року — заступник голови Ради народного господарства СРСР — міністр СРСР.
2 жовтня 1965 — 15 січня 1970 року — міністр харчової промисловості СРСР.
Указом Президії Верховної Ради СРСР від 14 березня 1969 року за великі заслуги в розвитку харчової промисловості СРСР і в зв'язку з сімдесятиріччя з дня народження Зотову Василю Петровичу присвоєно звання Героя Соціалістичної Праці з врученням ордена Леніна і золотої медалі «Серп і Молот».
З січня 1970 року — персональний пенсіонер союзного значення в Москві.
Помер 6 лютого 1977 року. Похований в Москві на Новодівочому цвинтарі.

## Нагороди і звання
- Герой Соціалістичної Праці (14.03.1969)
- п'ять орденів Леніна (16.11.1942, 16.03.1949, 16.03.1959, 21.07.1966, 14.03.1969)
- орден Трудового Червоного Прапора (1.08.1936)
- орден Червоної Зірки (2.03.1944)
- медалі